# Jacinto Soares de Albergaria
Jacinto Soares de Albergaria (Ponta Delgada, 26 de janeiro de 1928 — Ponta Delgada, 12 de setembro de 1981) foi um poeta e ensaísta que se notabilizou no campo da literatura açoriana.

## Biografia
Nasceu em Ponta Delgada, ilha de São Miguel, filho de João Soares de Albergaria e de Maria Jardelina Raposo Furtado, uma família de ricos proprietários ligados a uma das mais antigas e ricas família da ilha, os Soares de Albergaria. Concluiu o ensino primário e secundário na sua cidade natal, concluindo o curso liceal, na variante de Letras, no Liceu Nacional de Ponta Delgada no ano de 1946. Ainda aluno do ensino secundário participou no Círculo Literário de Antero de Quental, no qual proferiu em 1949 uma conferência sobre o conceito de literatura açoriana que daria origem a polémica na imprensa local. 
Ingressou em 1946 na Faculdade de Letras da Universidade de Coimbra, onde se matriculou no curso de Ciências Históricas e Filosóficas, que concluiu em 1952. Enquanto estudante em Coimbra fundou e dirigiu, com Eduíno de Jesus, uma editora que promoveu a publicação da «Colecção Arquipélago», um conjunto de obras literárias de autoria açoriana. Nessa mesma publicação, fez a sua estreia, como poeta, com as obras líricas «Os Dias Indefinidos» e «Capricho da Noite».
Terminado o curso, regressou a Ponta Delgada onde se empregou como professor da Escola Industrial e Comercial de Ponta Delgada, onde leccionou até falecer. Já em Ponta Delgada, continuou a actividade editorial, como fundador e director da efémera revista Açória, um periódico de cultura e artes que se publicou em 1958 e 1959.
Ainda estudante em Coimbra iniciou-se como escritor, publicando alguns contos em periódicos de Coimbra, Lisboa e Ponta Delgada. Nos primeiros anos de Coimbra despertou para a poesia, inicialmente próximo do neo-realismo, mas depois entrando num percurso influenciado pelo seu convívio com Afonso Duarte, de pendor intimista, influenciado pela ilha com as suas brumas e fantasmas. Para além da poesia, dedicou-se ao ensaio, produzindo vários opúsculos em prosa (ensaios e conferências).
Faleceu precocemente, vítima de esclerose. Postumamente foram ainda publicadas duas obras poéticas.

## Obras publicadas
Entre outras obras, é autor das seguintes publicações:
- Os Dias Indefinidos, Coimbra, col. «Arquipélago», 1951;[3]
- Capricho da Noite, Coimbra, col. «Arquipélago», 1953;[3]
- Ave Inquieta, Coimbra, 1957;[3]
- Cais Deserto, Coimbra, 1958;
- Acaso, Ponta Delgada, 1960;[3]
- La Légende et Toi, Paris, Débresse-Poésie, 1961;
- A Ta Louange, Paris, Débresse-Poésie, 1962;
- L'Amour et Toi, Paris, Débresse-Poésie, 1963;
- Retrato, Ponta Delgada, 1965;[3]
- Poemas Escolhidos (pref. de Rebelo de Bettencourt), Lisboa, Livraria Portugal, 1966;
- Romanceiro da Lagoa, Ponta Delgada, 1967;
- Âncora, Braga, Editora Pax, 1982 (edição póstuma, com prefácio de António Manuel Couto Viana);[3]
- Maceração, Braga, Editora Pax, 1985 (poesias coleccionadas pela ceramista Maria José Lopes, acompanhadas por um In Memoriam).[3]

No campo do ensaio, publicou as seguintes obras:
- Este Aspecto do Moderno Movimento Literário nos Açores, Ponta Delgada, 1949;[3]
- Diálogo no Tempo, Ponta Delgada, 1964;[3]
- A Aventura dos Portugueses no Mundo, Ponta Delgada, 1969;
- A Gesta dos Portugueses no Oriente, Ponta Delgada, 1970;
- Canto da Maya, Ponta Delgada, col. «Arquipélago», 1974;
- A Lição dum Homem (sobre Afonso Duarte, com um preâmbulo de Ruy Galvão de Carvalho), Ponta Delgada, 1975;[3]
- O Poeta e a Solidão (sobre Armando Côrtes-Rodrigues), Ponta Delgada, 1975;
- A Inquietude de Antero, Ponta Delgada, 1976;[3]
- Teófilo Braga e o Positivismo, Ponta Delgada, 1977.[3]